# Julius Evola

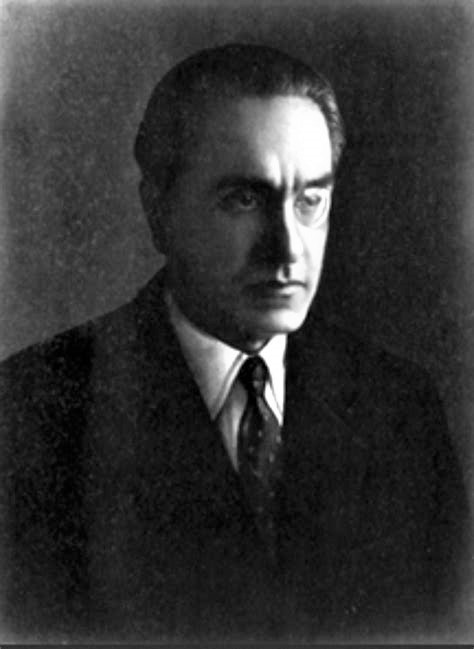
Julius Evola in den frühen 1940er Jahren

Julius Evola (vollständiger Name Giulio Cesare Andrea Evola; * 19. Mai 1898 in Rom; † 11. Juni 1974 ebenda) war ein italienischer Kulturphilosoph und Kulturpessimist, Esoteriker und metaphysischer Rassentheoretiker.
Evola war nach dem Ersten Weltkrieg Künstler im Umfeld des Futurismus, danach Dadaist. Anfang der 1920er Jahre brach er mit der Malerei und Poesie und widmete sich umfangreichen Studien über Okkultismus, Mystik, Hermetik, Hinduismus und Buddhismus, über die er zeit seines Lebens publizierte. In der Zeit des faschistischen Italien, mit dessen System er sympathisierte (und gleichzeitig die Fasci aus seiner aristokratisch-traditionalen Perspektive kritisierte), interessierte er sich zunehmend für Politik und polemisierte unterdessen gegen die katholische Kirche und das Christentum an sich. Bis 1934 entwickelte er seine Adaption des Traditionalismus, welche Hauptinhalt seines Wirkens wurde und von manchen Forschern als idiosynkratisch-faschistisch bewertet wird. Obwohl Evola insgesamt bis zum Ende des Mussolini-Regimes eine relativ marginale Figur blieb, war er ein profaschistischer spiritueller Rassist und Antisemit, der die Regime in Italien und Deutschland beeinflussen wollte. Von 1931 an unterhielt Evola im Deutschen Reich Beziehungen zu Exponenten der Konservativen Revolution und zur SS, in Rumänien zur Eisernen Garde.
Ab den 1950er Jahren publizierte Evola weiterhin radikale zeitkritische Arbeiten, die das „Problem der Moderne“ (Materialismus statt Spiritualität, Demokratie statt „geistiger“ Aristokratie, Liberalismus statt Hierarchie) zum Mittelpunkt hatten. Im Gegensatz zum Italien Mussolinis nahmen nun junge und „idealistische“ Neofaschisten wie jene des Ordine Nuovo oder der Avanguardia Nazionale seine Ideen an und setzten sie mit gewalttätigen Aktionen in die Realität um. Evola wurde Ideengeber einerseits für den rechtsextremen italienischen Untergrund, andererseits beginnend in den 1980er Jahren für die metapolitische gesamteuropäische Neue Rechte inklusive der Identitären Bewegung. Besonders der Titel seines Buches Revolte gegen die moderne Welt wird in rechtsradikalen Kreisen verwendet.

## Leben und Ideen

### Bis 1945
Evola erhielt eine strenge katholische Erziehung. Wenig später wandte er sich jedoch vom Katholizismus ab und den Idealen der heidnischen Antike zu. In seinem 1928 erschienenen, diesem Themenkomplex gewidmeten und „schroff antijüdischen und antichristlichen“ Buch Imperialismo pagano (dt. Heidnischer Imperialismus) plädiert er für einen hierarchisch aufgebauten Führerstaat, ein sakrales Reich nach dem (imaginierten) Vorbilde des antiken Römischen Reiches. Die zugrundeliegende Prämisse „Die Überlegenheit beruht nicht auf der Macht, sondern die Macht auf der Überlegenheit“ bezieht sich auf überweltliche, transzendentale Fähigkeiten, die die Regentschaft des Führers eines solchen Reiches, eines Priesterkönigs, legitimieren. Ziel dieser Herrschaft sei es, die Menschen auf dem Wege zur Initiation, zur „Befreiung“ aus dem „irdischen Jammertal“ zu führen, ihnen das Überweltliche, das Transzendentale erfahrbar zu machen, kurzum: den göttlichen Menschen zu formen.
Evola vertritt in seiner Philosophie eine polare beziehungsweise duale Sicht der Dinge: dem männlich-solar-transzendenten, dem Spirituellen zugewandten sakralisierten Kshatriya-Prinzip stellt er das weiblich-lunare, dem Spirituellen abgewandte entgegen. So bezeichnet er die dem Römischen Reich in Europa folgenden, sich mit fortschreitender Zeit immer stärker dem Materialismus zuneigenden Gesellschaftsordnungen als lunar-dekadent und daher involutiv, das heißt als vom kulturellen Niedergang gezeichnet und somit dem Untergang geweiht, denn es fehle, aus Evolas Sicht, „das Sakrale der Antike“. Aus diesem Grund lehnte Evola die gesamte Moderne und deren Begriffe wie Volk und insbesondere Nation als einer Begrifflichkeit der Französischen Revolution, „dem Ursprung allen demokratischen Übels“, ab. Evola selbst verstand sich als Traditionalist im Sinne René Guénons, auf dessen Werke, wie etwa La crise du monde moderne (1927; deutsch Die Krisis der Neuzeit), Evola vielfach Bezug nahm. Wie Guénon glaubte Evola, dass die menschliche Rasse im Zeitalter des Kali-Yuga lebt, dem dunklen Zeitalter der Hindu-Mythologie. Ebenso heftig wie die rein materialistisch ausgerichteten gesellschaftlichen Strömungen attackierte Evola den in den 1920er Jahren populären Spiritismus nebst weiteren „okkulten“ Begleiterscheinungen sowie die psychoanalytische Methodik von Sigmund Freud oder C. G. Jung im Sinne einer Öffnung zum Unterbewussten hin. Diese würden der wahren Transzendierung des Menschen in noch stärkerem Maße entgegenstehen und seien daher abzulehnen.
Als Hauptwerk Evolas gilt das 1934 erschienene, stark von mythischem Denken geprägte Buch Rivolta contro il Mondo Moderno (deutsch Erhebung wider die moderne Welt beziehungsweise Revolte gegen die moderne Welt) – ein Äquivalent zu Oswald Spenglers Der Untergang des Abendlandes. Er beschreibt darin aus seiner Sicht Nachteile aktueller politischer und gesellschaftlicher Strukturen, insbesondere demokratischer Gesellschaften, des Kommunismus, des Nationalsozialismus und italienischen Faschismus. Evola hat sich nie völlig von der Politik einnehmen lassen und vertrat ohne Rücksicht auf die wechselnden Vorlieben Mussolinis seine eigenen Positionen. Trotz anfänglicher Sympathien und nach einem kurzen Vortrags-Intermezzo bei der SS lehnte er später den Nationalsozialismus Deutschlands als Irrweg ab: Dieser war ihm zu modernistisch; die biologistische Ausrichtung war ihm zuwider. Seine eigenen traditionalistischen Grundsätze sah er in der Zeit des Nationalsozialismus als verloren an. Gleichwohl bewunderte er die Überlegungen Heinrich Himmlers, einen Ordensstaat der SS einzurichten. Doch die SS misstraute schließlich dem „reaktionären Römer“. Mit Alfred Rosenberg hatte Evola radikal antisemitische und antichristliche Vorstellungen gemeinsam, Evola zugunsten eines neuen römischen Imperiums – Rosenberg zugunsten eines nordischen Germanentums.
Evola reklamierte für seinen Begriff der Rasse, er gehe über den der anthropologischen Deutung des Nationalsozialismus hinaus. Im Unterschied zu der rein biologistischen Sicht etwa eines Houston Stewart Chamberlain, dem Evola seelischen Infantilismus vorwarf, interpretierte Evola „Rasse“ in einem „transzendentalen“ Sinne als Kultur, Elite und Aristokratie und forderte einen „Rassismus des Geistes“ und der Seele (dies vor allem in seinem 1938 erschienenen Buch Mito del sangue). Evola war im faschistischen Italien Ende der 1930er Jahre einer der antisemitischen Wortführer, der „dem Judentum“ unterstellte, eine der „wahren“ Transzendenz und Spiritualität diametral entgegenstehende Kraft zu bilden. 1937 lieferte Evola einen einleitenden Aufsatz in der Neuauflage der vom Antisemiten Giovanni Preziosi herausgegebenen Protokolle der Weisen von Zion. 
In seiner 1936 veröffentlichten Schrift Tre aspetti del problema ebraico (dt. Drei Aspekte der Judenfrage) erteilte er einer „vagen rassischen“ Definition des „Arier“-Begriffs eine Absage. Stattdessen definierte er „Ariertum“ als „positive und universelle“ Idee, die sich im „Göttlichen“, in der „religiösen Verehrung und Empfindung“ sowie in ihrer „Weltsicht“ gegen die „semitischen Zivilisationen“ und insbesondere die Juden richtet. Dass sich dieser „spirituelle Antijudaismus“ im Diesseits als realer Judenhass äußerte und Evola das Judentum als Rasse und nicht als Religion interpretierte, wird vor allem bei seinen Attacken gegen Albert Einstein, Sigmund Freud, Gustav Mahler, Tristan Tzara und andere Exponenten der modernen Kultur und Wissenschaft deutlich, die ebenfalls von den Nazis als Belege für deren „Verjudung“ herangezogen wurden.
Insbesondere mit seinem 1941 veröffentlichten Werk Sintesi di dottrina della razza, von dem sich Mussolini beeindruckt zeigte und das er kurz darauf unter dem Titel Grundrisse der faschistischen Rassenlehre selbst ins Deutsche übersetzte, stellte sich Evola an die Spitze der italienischen Rassentheoretiker. Nach dem Zusammenbruch des faschistischen Regimes in Italien floh er 1943 nach Deutschland und kooperierte dort unter anderem mit der Forschungsgemeinschaft Deutsches Ahnenerbe, die der SS unterstellt war. 1945 trug er von einem sowjetischen Bombenangriff auf Wien eine Verletzung davon, die ihn für den Rest seines Lebens von der Hüfte abwärts lähmte.

### Nach 1945
Im April 1951 wurde Evola wegen „Verherrlichung des Faschismus“ und wegen „Bildung einer faschistischen Verschwörung“ verhaftet, in einem aufsehenerregenden Prozess jedoch freigesprochen. In der Folgezeit wurde Evola zum Vordenker des radikalen Flügels des neofaschistischen Movimento Sociale Italiano um Giorgio Almirante und Pino Rauti, aus dem die spätere Terrororganisation Ordine Nuovo hervorgehen sollte. Evola bekannte sich offen zu dem Einfluss, den er auf Ordine Nuovo ausgeübt hatte.
Im Verlauf der ideologischen Auseinandersetzungen im Gefolge der 68er-Bewegung bezeichnete Giorgio Almirante Evola als „Marcuse von rechts“. In den 1980er Jahren galt Evolas Werk unter rechtsextremen italienischen Terroristen der Bewaffneten revolutionären Zellen, die im Londoner Exil lebten, als ideologische Grundlage.

## Aktuelle Rezeption
Heute ist Evola neben Savitri Devi, Miguel Serrano und Jan Udo Holey der wichtigste Autor für jene Kreise, die Esoterik und Neonazismus miteinander verbinden wollen. Dabei sind seine ins Unpersönliche überhöhten Mythologisierungen – aus heutiger rechtsextremer Perspektive – von einer „entlastenden Unverfänglichkeit“.
Evola wird in Teilen der Neuen Rechten als wichtiger Kulturphilosoph betrachtet. So bezieht sich diese mit ihrer Forderung eines „Rechts auf Ungleichheit“ auf Evolas offensiver formulierten Ideologiebestandteil des „Rassegedankens als Anti-Universalismus“. Seine Werke, etwa Revolte gegen die moderne Welt, werden oft in neurechten Kreisen rezipiert und beispielsweise durch den ehemaligen Junge-Freiheit-Redakteur Stefan Ulbrich neu aufgelegt. Zum 100. Geburtstag erschienen zwei umfangreiche Aufsätze in der rechtskonservativen Zeitschrift Criticón, die zur Rehabilitierung Evolas beitragen sollten. Die Deutsch-Europäische Studiengesellschaft würdigte ihn im selben Jahr als „großen Traditionalisten“ und stellte den „zeitlosen Charakter seiner Weltsicht“ heraus, sein Bezug zum Faschismus sei historisch und zeitlich bedingt. In Russland beruft sich der Neo-Eurasist Alexander Geljewitsch Dugin auf Evola. In den Vereinigten Staaten werden Evolas Schriften vor allem von Steve Bannon und anderen Vertretern der   Alt-Right propagiert.
Ferner finden Evolas Werke positiven Anklang in antibürgerlich-elitären, antimodernen Strömungen innerhalb der Schwarzen Szene beziehungsweise in deren Musiksubkulturen des Dark Wave und des Neofolk sowie der NSBM-Szene.
Der Medienwissenschaftler und Schriftsteller Umberto Eco bezeichnete ihn in einer Vorlesung zum 50. Jahrestag der Befreiung Europas vom Nationalsozialismus als „Operetten-Okkultist[en]“ und „faschistischen Guru“.

## Bibliographie

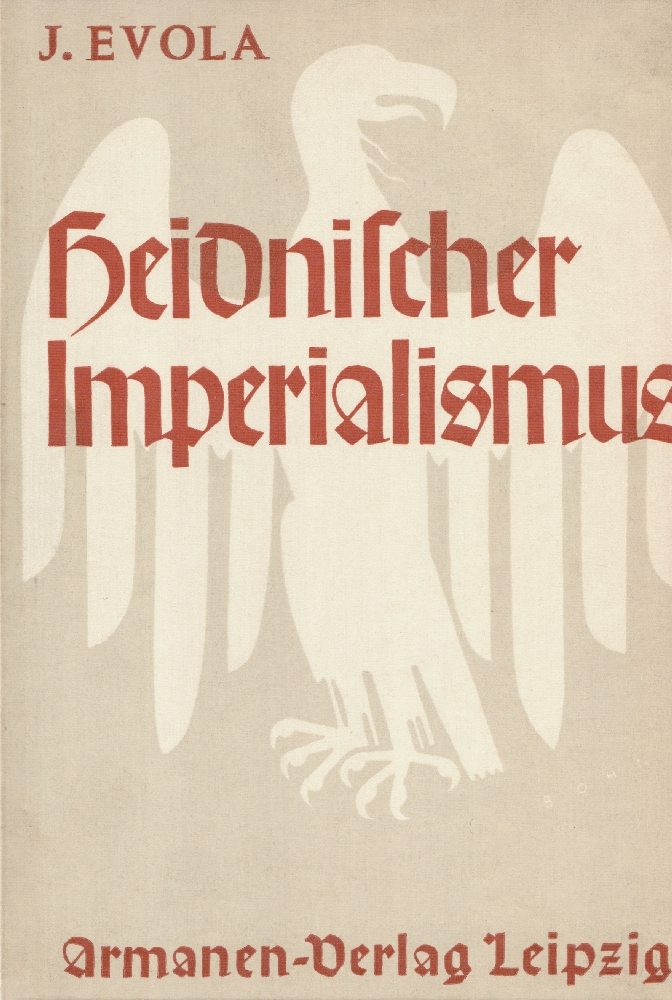
Evolas wichtigste Werke der Zwischenkriegszeit Imperialismo pagano (Bild) und Rivolta contro il mondo moderno erschienen früh in deutscher Übersetzung. Er betrachtete Deutschland als seine zweite, „geistige Heimat“.

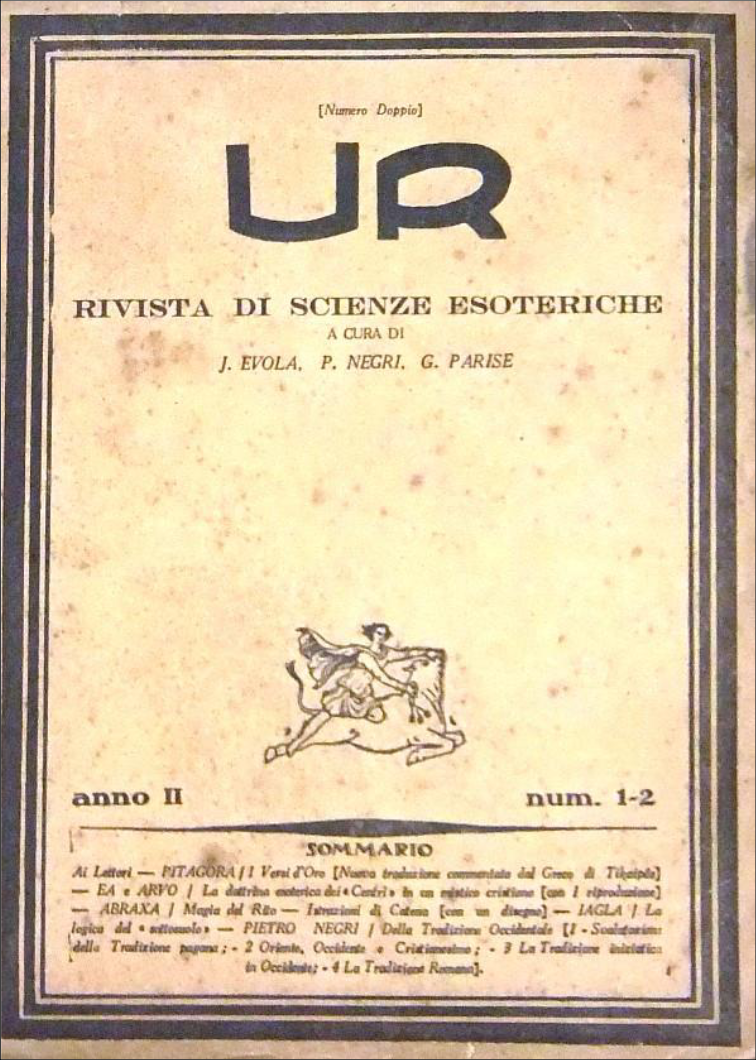
Titelblatt der Zeitschrift UR

Evola hat ein sehr umfangreiches Werk hinterlassen. Es besteht aus mehr als 25 Büchern, 300 längeren Essays und über 1000 Zeitungs- und Zeitschriftenaufsätzen. Nur ein geringer Teil davon ist ins Deutsche übersetzt worden, einige Aufsätze wurden original in deutscher Sprache geschrieben. Die erste Evola-Bibliographie in Deutschland stammt von Karlheinz Weißmann und ist dem untenstehenden Werk Menschen inmitten von Ruinen angehängt. Eine ausführlichere Bibliographie wurde von der Studiengruppe Kshatriya in Wien 1998 zum 100. Geburtstag Evolas herausgebracht, sie wird jährlich in deren Rundbrief ergänzt.
- Arte Astratta, posizione teorica. Maglione e Strini, Rom 1920.
- La parole obscure du paysage intérieur. Collection Dada, Rom/Zürich 1921.
- Saggi sull'idealismo magico. Atanòr, Todi/Rom 1925.
- L'individuo e il divenire del mondo. Libreria di Scienze e Lettere, Rom 1926.
- L'uomo come potenza. Atanòr, Todi/Rom 1927.
- Teoria dell'individuo assoluto. Bocca, Turin 1927.
- Imperialismo pagano. Atanòr, Todi/Rom 1928.
  - Deutsch: Heidnischer Imperialismus. Armanen-Verlag, Leipzig 1933.
- Fenomenologia dell'individuo assoluto. Bocca, Turin 1930.
- La tradizione ermetica. Casa editrice Giuseppe Laterza & figli, Bari 1931.
  - Die Hermetische Tradition. Von der alchemistischen Umwandlung der Metalle und des Menschen in Gold. Entschlüsselung einer verborgenen Symbolsprache. Ansata-Verlag, Interlaken 1989, ISBN 3-7157-0123-4.
- Maschera e volto dello spiritualismo contemporaneo. Bocca, Turin 1932.
- Il Mistero del Graal e la Tradizione Ghibellina dell'Impero. 1934.
  - Deutsch: Das Mysterium des Grals. O. W. Barth, Planegg 1955; AAGW, Sinzheim 1995.
- Rivolta contro il mondo moderno. Hoepli, Mailand 1934/1951.
  - Deutsch: Erhebung wider die moderne Welt. Deutsche Verlags-Anstalt, Stuttgart 1935. Neuübersetzung: Revolte gegen die moderne Welt. Ansata-Verlag, Interlaken 1982, ISBN 3-7157-0056-4.
- Tre aspetti del problema ebraico. Mediterranee, Rom 1936.
- Il mito del sangue. Hoepli, Mailand 1937.
- Die arische Lehre von Kampf und Sieg. A. Schroll & Co., Wien 1941 (im Original auf Deutsch erschienen).
- Indirizzi per una educazione razziale. Conte, Napoli 1941.
- Sintesi di dottrina della razza. Hoepli, Mailand 1941.
  - Deutsch: Grundrisse der faschistischen Rassenlehre. Runge, Berlin [1943].
- La dottrina del risveglio. Laterza, Bari 1943.
- Lo Yoga della potenza. Bocca, Turin 1949.
- Orientamenti. Imperium, Rom 1950.
- Gli uomini e le rovine. Edizioni dell'Ascia, Rom 1953.
  - Menschen inmitten von Ruinen. Hohenrain-Verlag, Tübingen/Zürich/Paris 1991, ISBN 3-89180-031-2.
- Introduzione alla magia come scienza dell'Io. 1955.
  - Deutsch: Magie als Wissenschaft vom Ich. Theorie und Praxis des höheren Bewußtseins.
    - Band 1: Praktische Grundlegung der Initiation. Ansata-Verlag, Bern 1985, ISBN 3-7157-0072-6; Ludwig, München 1998, ISBN 3-502-20224-9.
    - Band 2: Schritte zur Initiation. Ludwig, München 1997, ISBN 3-502-20208-7.
- Metafisica del sesso. Atanòr, Todi/Rom 1958.
  - Deutsch: Metaphysik des Sexus. Klett, Stuttgart 1962; überarbeitete Neuausgabe: Die grosse Lust. Fischer-Media, Bern 1998, ISBN 3-85681-406-X.
- L'«Operaio» nel pensiero di Ernst Jünger. Armando, Rom 1959.
  - Deutsch: Der „Arbeiter“ im Denken Ernst Jüngers. Le Rune, Mailand 2003.
- Cavalcare la tigre. Vanni Scheiwiller, Mailand 1961.
  - Deutsch: Cavalcare la tigre = Den Tiger reiten. Arun, Engerda 1997, ISBN 3-927940-27-5.
- Il cammino del cinabro. Vanni Scheiwiller, Mailand 1963.
- Il Fascismo. Saggio di una analisi critica dal punto di vista della destra. Volpe, Rom 1963.
- L'arco e la clava. Vanni Scheiwiller, Mailand 1968.
- Raâga Blanda. Vanni Scheiwiller, Mailand 1969.
- zusammen mit der Grupo di Ur [UR-Gruppe]: Introduzione alla magia. 3 Bde. 1971 (gesammelte Beiträge aus der Zeitschrift UR – Rivista de science esoteriche).
- Il taoismo. Mediterranee, Rom 1972.
- Ricognizioni. Uomini e problemi. Mediterranee, Rom 1974.
- Meditazioni delle Vette. Il Tridente, La Spezia 1974.
  - Deutsch: Gipfelmeditationen. Die spirituelle Bedeutung des Bergsteigens, AAGW, Hamburg, 2025, ISBN 978-3937592572.

Deutschsprachige Zusammenstellungen:
- Über das Initiatische. Aufsatzsammlung. AAGW, Sinzheim 1998, ISBN 3-937592-09-1.
- Tradition und Herrschaft. Aufsätze von 1932 bis 1952. San-Casciano-Verlag, Aschau i. Ch. 2003, ISBN 3-928906-06-2.